# اسپیلی
اسپیلی از شهر های بخش دیلمان شهرستان سیاهکل است.
اسپیلی در ارتفاعی بالاتر از ۲۰۰۰ متر از سطح دریا قرار دارد و دارای آب و هوای معتدل کوهستانی و بسیار مطبوع می‌باشد. ترکیب کشتزار، جنگل و چمنزار چشم‌اندازهایی بسیار زیبا پدید آورده است.

## تاریخ فرهنگ و زبان
اسپیلی از ۱۵۰ سال پیش مسکونی شده‌است. در آن زمان زمین‌های این روستا از سوی آقا میرصادق لاهیجانی وقف خانه‌سازی مردم شد و در پی آن مردم به این منطقه آمده و در مدت کوتاهی این روستا به خان‌نشین سیاهکل و دیلمان تبدیل شد. مردم اسپیلی به زبان گیلکی صحبت می‌کنند و شیعه مذهب‌اند.